# Падение Луны
«Паде́ние Луны́» (англ. Moonfall) — фантастический фильм режиссёра Роланда Эммериха. При создании сценария постановщик вдохновлялся известной маргинальной теорией полой Луны.
Главные роли исполнили Патрик Уилсон, Хэлли Берри, Джон Брэдли и Чарли Пламмер. Снятый в Монреале с производственным бюджетом в 138—146 млн долларов, «Падение Луны» является одним из самых дорогих независимых фильмов всех времён. Премьерный показ фильма состоялся 31 января 2022 года в Лос-Анджелесе, а в широкий прокат в США он был выпущен 4 февраля кинокомпанией Lionsgate. Картина собрала лишь около 67 млн долларов в общемировом прокате и была встречена неоднозначными отзывами кинокритиков.

## Сюжет
2011 год. Во время миссии по ремонту спутника на околоземной орбите астронавты Джо Фаулер, Брайан Харпер и Алан Маркус атакованы неизвестной сущностью, похожей на рой частиц. Алан гибнет, по итогам расследования объяснения Харпера не удовлетворяют комиссию, Джо Фаулер же не может подтвердить показания Харпера, так как в момент атаки находилась без сознания. Несмотря на блестящую посадку шаттла в ручном режиме, Харпера, как допустившего в результате халатности гибель напарника, с позором увольняют из НАСА.
Проходит 10 лет. Сторонник маргинальной теории «мегаструктур» Кей Си Хаусман проповедует возможность искусственного происхождения Луны. Обманным путём он получает данные чилийского телескопа об опасном изменении орбиты Луны. Хаусман пытается предать их огласке, но на него не обращают внимания. За прошедшие годы деморализованный Харпер лишается стабильного заработка и разводится с женой Брендой, ушедшей к другому, а его единственный сын Сонни идёт по скользкой дорожке и попадает под следствие, угнав автомобиль. Новый супруг Бренды Том, преуспевающий торговец автомобилями, упорно игнорирует просьбы Харпера хоть как-то помочь его сыну. Тем временем Джо Фаулер делает карьеру и становится заместителем главы НАСА. Со временем в агентстве также замечают, что Луна смещается с орбиты и быстро сближается с Землёй, и расчёты показывают, что примерно через три недели спутник Земли достигнет предела Роша — около 18 тыс. км, после чего начнёт разрушаться от приливных сил. Земная цивилизация может прекратить существование в глобальных катаклизмах, но руководство НАСА упорно скрывает это от общественности.
Тем временем на Земле начинается паника, массовые беспорядки и мародёрство. Жители покидают города, спасаясь от приливов, вызванных приближающейся Луной. Армия с трудом удерживает порядок. Наблюдатели НАСА обнаруживают на поверхности Луны в районе Моря Кризисов отверстие. Срочно снаряжается экспедиция на Луну, которая стартует при помощи ракеты-носителя SLS Block 2. Достигнув поверхности спутника, экипаж пытается запустить в отверстие зонд, но оказывается атакован чёрным роем, вылетевшим из отверстия. На глазах присутствующих в центре управления полётами миссия терпит бедствие, и, после гибели экипажа директор НАСА Альберт Хатчингс бросает свой пост, отправившись спасать собственную семью, а должность главы космического агентства занимает Джо Фаулер. Получив доступ к секретным архивам, она узнаёт о том, что об активности под поверхностью Луны известно было ещё со времён программы «Аполлон». Военные даже разработали прототип оружия ZX7 на основе электромагнитного импульса, но из-за отсутствия каких либо враждебных проявлений со стороны Луны финансирование было прекращено, а дальнейшие разработки свёрнуты.
Джо решает отправить к Луне ещё одну экспедицию, и с помощью прототипа ZX7 уничтожить рой, в надежде, что это стабилизирует лунную орбиту. Команда срочно находит и снаряжает к полёту списанный шаттл «Индевор», находящийся в музее в Калифорнии. Ставка делается на то, что, приблизившись к рою, команда отключит электронику и перейдёт на ручное управление. Однако подобным опытом обладает лишь опальный Харпер, которого за это время с трудом разыскал настырный Хаусман, заинтересовав своей маргинальной теорией. С помощью военных Харпера вместе с Хаусманом похищают, а затем убеждают пилота лететь к Луне, пообещав освободить за это из тюрьмы его сына. Военные загружают устройство ZX7 в ровер лунного модуля и объясняют, как дистанционно произвести подрыв. Тем временем на Земле ситуация становится все хуже. Нарастает тектоническая активность, резко приблизившаяся к земной поверхности Луна начинает уносить атмосферу, и остро ощущается нехватка воздуха. Освобождённый из заключения Сонни, попрощавшись с отцом, решается вывезти в надёжное убежище Тома и Бренду с дочками, которые предусмотрительно прихватили с собой кислородные маски с баллонами. В пути группа случайно знакомится с юным сыном Джо Фаулером Джонни и его няней-китаянкой Мишель.
Запуск шаттла срывает землетрясение, и один из трёх двигателей челнока оказывается уничтожен, на оставшихся же «Индевор» не может выйти на орбиту перехвата Луны. Джо Фаулер объявляет миссию проваленной и отдаёт приказ об эвакуации базы Вандерберг (Калифорния). Но Кей Си Хаусман рассчитывает новую траекторию взлета с учётом нарастающей гравитации Луны и приходит к парадоксальному выводу, что мощности двух двигателей шаттла вполне хватит для успешного запуска. Однако персонал базы и экипаж «Индевора» уже эвакуированы, поэтому места в шаттле приходится занять самой Джо Фаулер, Брайану Харперу и неподготовленному к полётам, но охваченному нездоровым энтузиазмом Кей Си Хаусману. Миссия стартует с космодрома на базе Ванденберг, едва успев уйти от удара колоссального цунами. Военные во главе с бывшим супругом Джо, генералом Дагом Дэвидсоном, собираются нанести по Луне ядерный удар ракетами, но Фаулер отговаривает их от этого опасного действия, предупреждая, что радиоактивные осадки в этом случае гарантированно уничтожат жизнь на планете.
Шаттл выходит на орбиту и, после подзарядки с предоставленной китайцами станции, сближается с Луной, после чего экипаж отключает электронику и ведёт все расчёты при помощи логарифмической линейки и астролябии. Как и предполагалось, рой не реагирует на действия экипажа. Но при попытке дистанционного подрыва прототипа ZX7, команда выясняет, что пустым челноком, даже с включённой электроникой, не привлечь рой, поскольку он обладает разумом и атакует свою цель лишь при условии присутствия в ней органической жизни в окружении электроники. Команда понимает, что подрыв ZX7 возможен лишь в ручном режиме и принимает решение проникнуть за роем внутрь Луны. Под поверхностью пустотелого спутника команда обнаруживает ту самую мегаструктуру, наличие которой предсказывал Хаусман. В результате атаки роя лунный модуль повреждён, но в самом центре Луны астронавты находят некую защищённую область искусственного происхождения, куда рой проникнуть не может, и укрываются в ней. Тем временем Сонни, Том, Бренда и Мишель с детьми с трудом добираются до спрятанного в горах убежища, выдержав на пути к нему схватку с бандой вооружённых мародёров. У самого входа в бункер Том жертвует жизнью, отдав свой аппарат одной из дочерей.
Харпер входит в контакт с операционной системой Луны, построенной в глубокой древности пришельцами. Операционная система в виде голограммы его сына объясняет Харперу, что враждебный чёрный рой — это вышедший из-под контроля и ставший враждебным органике искусственный интеллект давно погибшей цивилизации предков землян, а Луна была построена, как последняя надежда гибнущей цивилизации, как корабль-ковчег, путешествующий по вселенной в поисках планеты, на которой можно было бы распространить новую жизнь и возродить цивилизацию. В центре Луны, как и предполагал Хаусман, находится белый карлик, энергией которого питается вся структура. Некогда подобных ковчегов было множество, однако за прошедшие миллионы лет все остальные были найдены и уничтожены роем. 11 лет назад рой нашёл последний скрывавшийся от него спутник-ковчег, то есть Луну. Получив управление над последней, рой решил одним ударом достигнуть двух целей и, сместив с орбиты Луну, уничтожить и её, и соседнюю Землю. Команда переходит на восстановленный пришельцами лунный модуль, и Харпер объявляет свой план, согласно которому он запрётся в ровере и отвлечёт на себя рой, а затем активизирует ZX7 вручную. Но когда корабль вылетает из защищённой зоны во внутреннюю полость Луны, Хаусман запирается в ровере вместо пилота, приняв решение самому стать приманкой. Пожертвовав собой, он успевает запустить прототип электромагнитной бомбы, и напавший на ровер рой оказывается уничтоженным.
Луна постепенно поднимается на нормальную орбиту, после чего на Земле наступают покой и тишина, а в атмосфере растёт количество кислорода. Герои возвращаются домой и воссоединяются с родными. В сердце искусственной Луны Хаусман приходит в себя и понимает, что, несмотря на гибель тела, его разум спасён и теперь стал частью операционной системы земного спутника, которая в виде голограммы его матери даёт понять, что уничтоженный рой — не единственный во Вселенной, и одержанная победа — лишь начало новой схватки между органической жизнью и роями.

## В ролях
- Патрик Уилсон — Брайан Харпер, бывший астронавт НАСА, участвовавший в миссии космического корабля «Эндевор» за десять лет до настоящего времени, который сейчас работает гидом в обсерватории Гриффита;
- Хэлли Берри — Джосинда (Джо) Фаулер, бывший астронавт НАСА и коллега Брайна Харпера, которая сейчас работает заместителем директора НАСА;
- Джон Брэдли — «доктор» Кей Си Хаусман, конспиролог, работает в службе поддержки клиентов Drive-through и ресторане быстрого питания. Одним из первых узнаёт о приближающемся столкновении Луны с Землёй, после чего распространяет эту информацию через сеть.
- Чарли Пламмер — Сонни Харпер, сын Бренды Лопес и Брайна Харпера;
- Келли Ю — Мишель, студентка по обмену, работает няней в доме «Джо» Фаулер и часто сопровождала сына Фаулера и Дэвидсона, Джимми.
- Дональд Сазерленд — Холденфилд, бывший сотрудник НАСА, знает о тёмной стороне тайны Луны, которая открылась во время миссии Аполлона-11.
- Майкл Пенья — Том Лопес, новый муж Бренды, владелец автосалона и дилерского центра Lexus.
- Каролина Бартчак — Бренда Лопес.
- Эме Иквуакор — Дуг Дэвидсон, генерал, бывший муж Джо Фаулер.

## Производство
В мае 2019 года было объявлено, что Роланд Эммерих напишет сценарий и поставит фильм. При бюджете в 146 миллионов долларов (из которых Huayi Brothers вложили около 40 миллионов долларов), фильм должен был стать одним из самых дорогих независимых фильмов за всю историю. Lionsgate приобрела права на распространение фильма в США, а AGC International приобрела права на международный прокат.
В мае 2020 года к актёрскому составу присоединились Джош Гад и Хэлли Берри, а в июне — Патрик Уилсон и Чарли Пламмер. В октябре в состав вошли Стэнли Туччи, Джон Брэдли, Дональд Сазерленд и Эме Иквуакор, а Брэдли заменил Гада из-за конфликтов в графике съемок. Съёмки начались в октябре 2020 года в Монреале, после того, как ранее планировалось, что они начнутся весной.

## Выпуск
Премьера фильма состоялась в Лос-Анджелесе 31 января 2022 года, а 4 февраля 2022 года он вышел в США в широкий прокат. Изначально предполагалось, что фильм выйдет в прокат осенью 2021 года.
Кинокомпания Lionsgate потратила около 35 миллионов долларов на рекламу фильма. RelishMix сообщает, что реакция в Интернете была «от смешанной до негативной», а «статистика осведомлённости» ниже среднего. Охват социальных сетей фильма составил 88,9 миллиона просмотров (включая 51,1 миллиона просмотров на YouTube). RelishMix также отмечает, что «притяжение к фильму иссякло» и что интернет-аудитория «усомнилась в использовании космического челнока, который не работает с 2011 года, и обсуждала слухи о том, что фильм отправится прямиком на Netflix», а Эммерих получил отпор «за „ненависть к Земле“».

## Восприятие
На сайте Rotten Tomatoes фильм имеет рейтинг 36 %, основанный на 212 отзывах, со средней оценкой 4,4 из 10.

## Продолжение
В январе 2022 года Эммерих рассказал о возможности снять два сиквела один за другим, если первый фильм будет иметь успех. В следующем месяце актёр Джон Брэдли рассказал, что «если Роланд пойдет в том направлении, в котором хочет», то сиквелы будут «ещё более безумными, чем оригинальный фильм».